# Bakshi Ka Talab
Bakshi Ka Talab es un pueblo y nagar Panchayat situado en el distrito de Lucknow en el estado de Uttar Pradesh (India). Su población es de 49166 habitantes (2011). 

## Demografía
Según el censo de 2011 la población de Bakshi Ka Talab era de 49166 habitantes, de los cuales 25657 eran hombres y 23509 eran mujeres. Bakshi Ka Talab tiene una tasa media de alfabetización del 73,83%, superior a la media estatal del 67,68%: la alfabetización masculina es del 81,65%, y la alfabetización femenina del 65,26%.